# آن ميجر
آن ميجر (بالإنجليزية: Ann Major)‏ (13 فبراير 1946، تكساس في الولايات المتحدة)؛ كاتِبة وروائية أمريكية.